# Château de Bugarach
Le château de Bugarach est situé sur la commune de Bugarach, dans le département de l'Aude, en France.

## Description
Le château est en état de ruines cristallisées et partiellement restaurées.

## Localisation
Il se trouve au centre du village en situation dominante.

## Historique
L'édifice est inscrit au titre des monuments historiques par arrêté du 13 avril 1948.